# Gare de Aïn M'lila
La gare de Aïn M'lila est une gare ferroviaire algérienne située sur le territoire de la commune de Aïn M'lila, dans la wilaya d'Oum El Bouaghi.

## Situation ferroviaire
La gare est située à l'est de la ville de Aïn M'lila. C'est une gare intermédiaire de la ligne d'El Guerrah à Touggourt et la gare origine de la ligne de Aïn M'lila à El Aouinet. Elle est précédée de la gare d'El Guerrah et suivie de celle d'Aïn Yagout sur la ligne d'El Guerrah à Touggourt ; elle est suivie de celle de Aïn Fakroun sur la ligne de Aïn M'lila à El Aouinet.

## Service des voyageurs

### Desserte
La gare de Aïn M'lila est desservie par :
- les trains grandes lignes de la liaison Alger - Tébessa[1] ;

- les trains régionaux des liaisons :
  - Skikda - Aïn Touta[2] ;
  - Constantine - Biskra[3],[4],[5].